# Daibutsu
Daibutsu (大仏?  kyūjitai: 大佛), literalmente Gran Buda o Buda gigante, designa en japonés a una estatua sedente de Buda de un tamaño importante, superior a la altura tradicional de un jōroku (alrededor de 4,9 m).

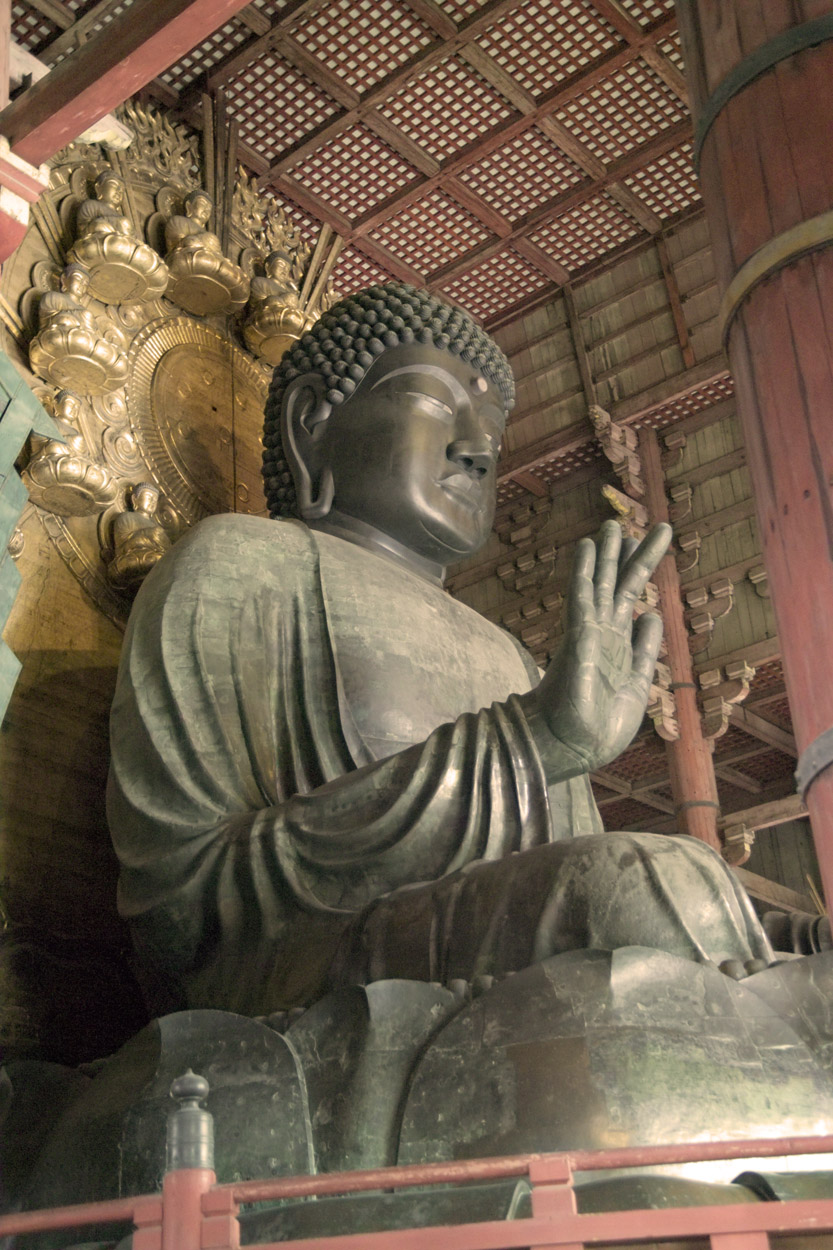
Daibutsu de Todai-ji, Nara.

Daibutsu de Kamakura

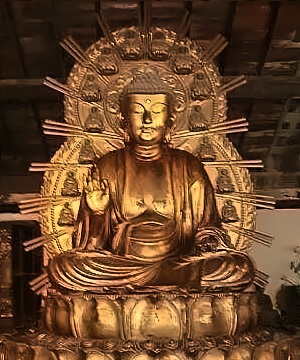
Réplica del Gran Buda de Kioto

Generalmente están realizadas en bronce, aunque también pueden ser de otro metal o de piedra. Pueden estar situadas en el exterior o en el interior de templos budistas sobre un altar. 
Si en los países occidentales, el término daibutsu recuerda al poema de Rudyard Kipling,  Buda en Kamakura, en Japón se asocia más a menudo con la antigua y popular estatua del templo budista de Tōdai-ji, en Nara.
La estatua más antigua, es la de Asuka-dera, en bronce, realizada por el escultor coreano Kuratsu-kuribe no Tori en el año 609 y la más conocida es la del templo Tōdai-ji, también en bronce, que data entre el 749 y el 752. Esta daibutsu, que representa al Buda Birushana (Vairochana) alcanza los 18 m incluyendo al pedestal y está situada en el Gran Pabellón de Buda, denominado Daibutsu-den. Forma parte del Patrimonio de la Humanidad en Japón dentro de los Monumentos históricos de la antigua Nara y del Tesoro Nacional de Japón.
Otra de las daibutsu más reconocida es la de Kamakura, fundida en 1252 para el templo de Kōtoku-in, con 11,5 m de altura y representando al Buda Amitābha.
Entre otras, también son resaltables:
- Daibutsu de Gifu en el templo Shōhō-ji de Gifu, Prefectura de Gifu, de 13,63 m, realizada en 1828.
- Daibutsu de Kamagaya en Kamagaya, Prefectura de Chiba, la más pequeña de Japón, con sólo 1,8 m de altura y finalizada en 1776.
- Daibutsu de Nihon-ji en Kyonan, Chiba, del Período Edo, con 31,05 m.
- Daibutsu de Ushiku en Ushiku, Prefectura de Ibaraki, con una altura de alrededor de 100 m que representa a Amitābha.

## Ejemplos
| Imagen | Nombre                                 | Buddha         | Tamaño                                  | Fecha | Municipalidad | Prefectura | Comentarios |
| ------ | -------------------------------------- | -------------- | --------------------------------------- | ----- | ------------- | ---------- | --- |
|        | Shōwa Daibutsu (昭和大仏?)             |                | 21,35 m                                 | 1984  | Aomori        | Aomori     | |
|        | Ganmen Daibutsu (岩面大仏?)            |                | 16,5 m                                  |       | Hiraizumi     | Iwate      | Tallado en bajo relieve en Takkoku no Iwaya (達谷窟?) |
|        | Ushiku Daibutsu (牛久大仏?)            | Amida Nyorai   | 120 m incluyendo la base y lotus (20 m) | 1993  | Ushiku        | Ibaraki    | Daibutsu más grande de Japón |
|        | Nihon-ji Daibutsu (日本寺大仏?)        | Yakushi Nyorai | 31,05 m                                 | 1790  | Kyonan        | Chiba      | Tallado en los años 1780 y 90 por Jingoro Eirei Ono y sus aprendices y restaurado a su forma actual en 1969. El daibutsu premoderno más grande de Japón (y el más grande tallado en piedra). [cita requerida] |
|        | Kamagaya Daibutsu (鎌ヶ谷大仏?)        | Shaka Nyorai   | 2,3 m, incluyendo base (0,5 m)          | 1776  | Kamagaya      | Chiba      | El diabatsu más pequeño de Japón, hecho de bronce[cita requerida] |
|        | Antiguo Ueno Daibutsu (上野大仏?)      | Shaka Nyorai   |                                         | 1631  | Taitō         | Tokio      | Dañada seriamente en el gran terremoto de Kantō de 1923; se derritió para el esfuerzo de guerra |
|        | Tokyo Daibutsu (東京大仏?)             |                | 13 m including base                     | 1977  | Itabashi      | Tokio      | Pesa treinta toneladas; en Jōren-ji (乗 蓮 寺); erigida en expiación por el gran terremoto de Kantō y la guerra                                                                                               |
|        | Kamakura Daibutsu (鎌倉大仏?)          | Amida Nyorai   | 13,35 m                                 | 1252  | Kamakura      | Kanagawa   | Tema del poema El Buda en Kamakura de Rudyard Kipling; Tesoro Nacional |
|        | Takaoka Daibutsu (高岡大仏?)           | Amida Nyorai   | 15,85 m                                 | 1981  | Takaoka       | Toyama     | En Daibutsu-ji (大佛寺?) |
|        | Echizen Daibutsu (越前大仏?)           |                | 17 m                                    |       | Katsuyama     | Fukui      | |
|        | Gifu Daibutsu (岐阜大仏?)              | Shaka Nyorai   | 13,63 m                                 | 1828  | Gifu          | Gifu       | |
|        | Antiguo Hōkō-ji Daibutsu (方広寺大仏?) |                |                                         | 1660s | Kioto         | Kioto      | Boceto c.1691 por Engelbert Kaempfer |
|        | Nara Daibutsu (奈良大仏?)              | Vairocana      | 14,98 m                                 | 752   | Nara          | Nara       | Restaurado varias veces; parte del sitio del Patrimonio Mundial de la UNESCO: monumentos históricos de la antigua Nara; Tesoro Nacional                                                                       |
|        | Asuka Daibutsu (飛鳥大仏?)             | Shaka Nyorai   | 2,75 m                                  | 609   | Asuka         | Nara       | La estatua budista y daibutsu más antigua de Japón, restaurada; Propiedad Cultural Importante |
|        | Antiguo Hyōgo Daibutsu (兵庫大仏?)     |                |                                         | 1891  | Kobe          | Hyōgo      | En Nōfuku-ji (能 福寺); fundido en 1944 para el esfuerzo de guerra [cita requerida] y desde entonces reemplazado                                                                                              |
|        | (Nehanzo ( 涅槃仏?)                    | Gautama Buddha | 41 m (longitud)                         | 1899  | Sasaguri      | Fukuoka    | En Nanzoin (南 蔵 院); contiene las cenizas de Buda y dos de sus discípulos. |